# Magnetfiske

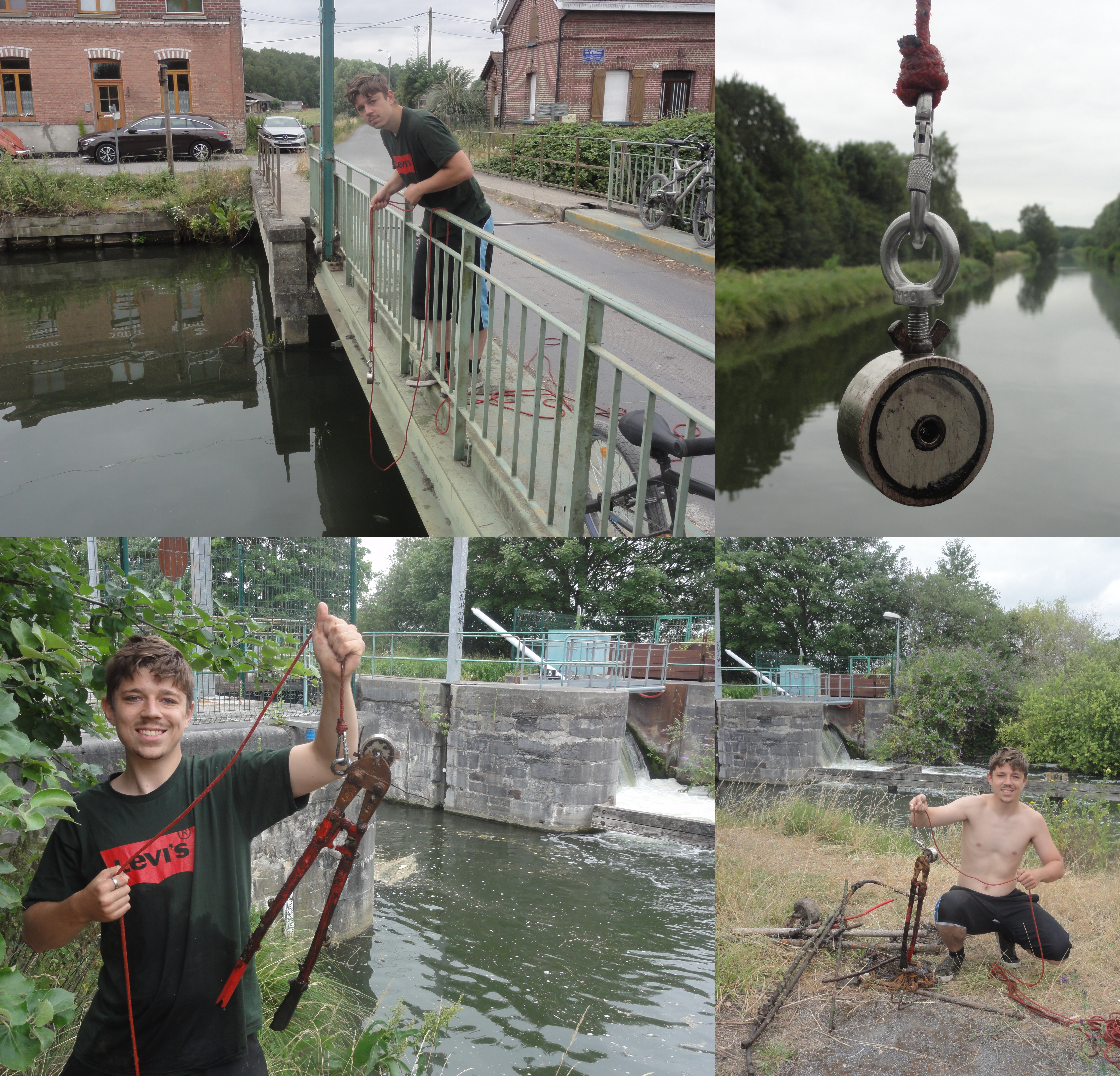
Magnetfiske i Scarpe i Lallaing, Frankrike.

Magnetfiske är en aktivitet eller hobby som innebär att utövaren med hjälp av kraftfulla magneter söker efter och drar upp metallföremål ur hav, sjöar eller vattendrag. Det går i regel till så att utövaren har en kraftfull magnet som fästs i ett rep, sedan kastas magneten ut i vattnet, eller sänks ner till botten. Utövaren draggar sedan med magneten för att stöta på föremål och skrot av metall. För att kunna dra upp lite tyngre föremål krävs en väldigt stark magnet, och det är inte ovanligt att använda en neodymmagnet.

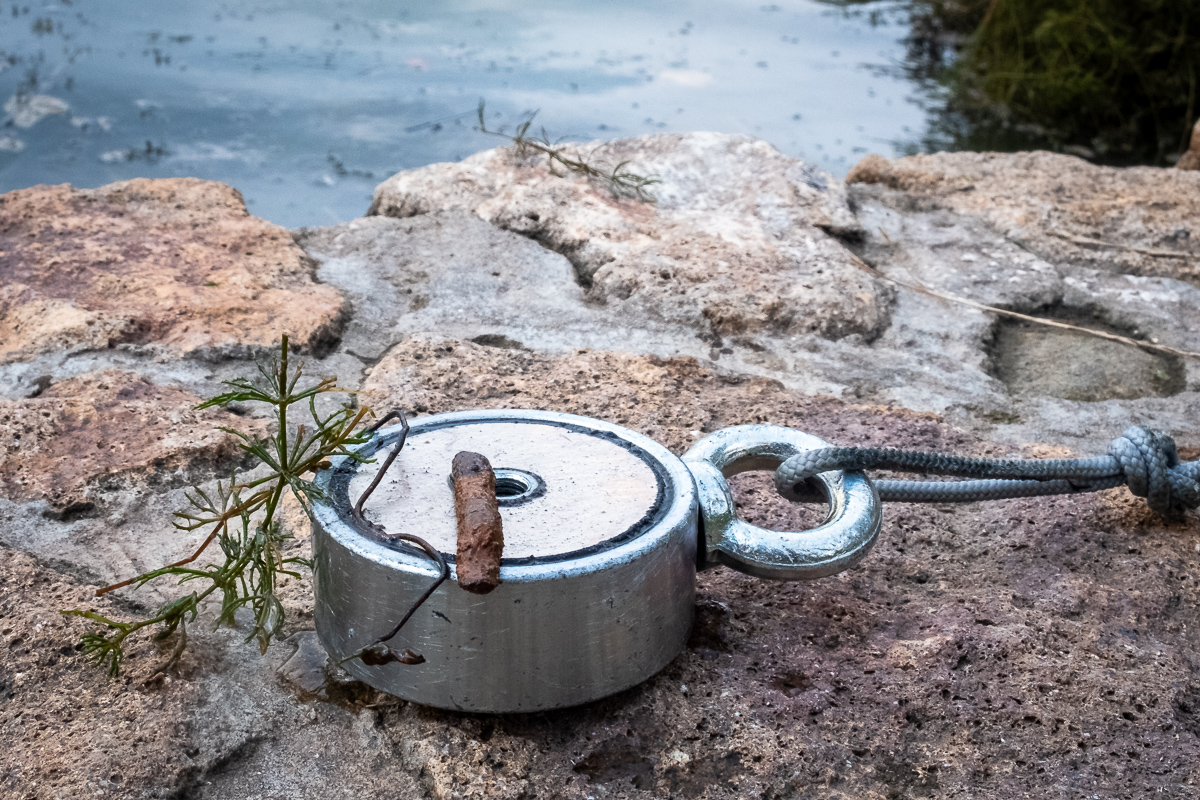
En dubbelsidig neodymmagnet, som kan användas vid magnetfiske.

Magnetfiske är ett sätt att rensa vattendrag på det metallskrot som dumpats där, till exempel cyklar, bilbatterier och verktyg. Genom det kan aktiviteten ses som ett sätt att förbättra miljön i vattendragen. Det förekommer även att man vid magnetfiske får upp till exempel vapen, ammunition och granater.
Utöver tillåtelse från markägaren krävs det inget särskilt tillstånd för att utöva magnetfiske i Sverige. Det metallskrot som utövaren får upp är den i Sverige dock även ansvarig för att omhänderta. Är det frågan om vapen, ammunition eller sprängmedel ska det anmälas till polisen. Om det föremål som dras upp är ett fornfynd ska det anmälas till länsstyrelsen.